# Taiki, Mie
Taiki (japanska: 大紀町?, Taiki-chō) är en landskommun (köping) i Mie prefektur i Japan.  